# Département de Zapala
Le département de Zapala est une des 16 subdivisions de la province de Neuquén, en Argentine. Son chef-lieu est la ville de Zapala.
Le département a une superficie de 5 200 km2. Sa population s'élevait à 35 806 habitants en 2001. Selon les estimations de l'INDEC argentin, il comptait 46 957 habitants en 2005.

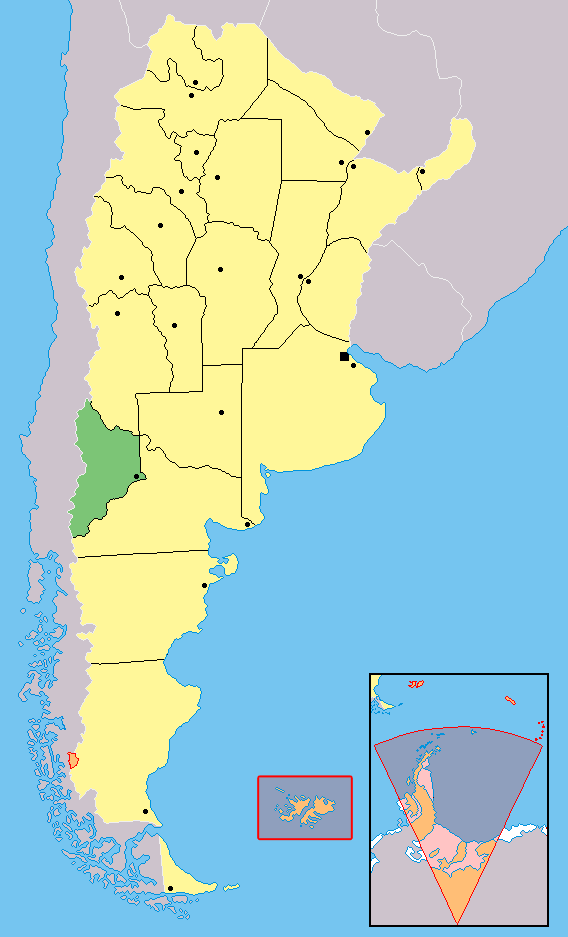
Localisation de la province de Neuquén en Argentine

## Localités
- Zapala
- Mariano Moreno